# Litaneutria pilosuspedes
Litaneutria pilosuspedes es una especie fósil de mantis de la familia Amelidae Westwood, 1889. La especie se describió a partir de una inclusión en ámbar del Mioceno de México. con una edad de 23 Ma.